# Selecția Națională 2010
La quattordicesima edizione della Selecţia Naţională, tenutasi a Bucarest il 6 marzo 2010, ha selezionato il rappresentante della Romania all'Eurovision Song Contest 2010 di Bærum, Norvegia.
L'edizione è stata vinta dal duo Paula Seling & Ovi con Playing with Fire.

## Organizzazione
L'emittente Televiziunea Română (TVR) ha selezionato 16 delle 117 canzoni ricevute dagli aspiranti partecipanti, e tra di esse, alcune erano state composte da alcuni partecipanti all'Eurovision Song Contest, come Luminița Anghel (Romania 2005), Mihai Trăistariu (Romania 2006), Natalia Gordienko (Moldavia 2006) e Nicoleta Matei (Romania 2009).

## Partecipanti
| Artista                                    | Titolo                        |
| ------------------------------------------ | ----------------------------- |
| Alexandra Ungureanu                        | Crazy                         |
| Alexa Niculae                              | Baby                          |
| Anda Adam & Connect-R                      | Surrender                     |
| Cătălin Josan                              | Around Around                 |
| Dalma                                      | I'm Running                   |
| HotelFM                                    | Come As One                   |
| Laurentiu Niculescu                        | Searching for Perfect Emotion |
| Lora & Sony Flame                          | Come Along                    |
| Lucia Dumitrescu                           | See You in Heaven Michael     |
| Luminița Anghel, Tony Tomas & Adrian Piper | Save Their Lives              |
| Pasager                                    | Running Out of Time           |
| Paula Seling & Kamara Ghedi                | It's Not Too Late             |
| Paula Seling & Ovi                         | Playing With Fire             |
| Răzvan Krivach                             | Jack Pott                     |
| Tina Geru                                  | Love Is War                   |
| Zero                                       | Lay Me Down                   |

## All'Eurovision Song Contest
La Romania ha preso parte alla seconda semifinale, esibendosi 10ª fra Paesi Bassi e Slovenia. Il duo si è classificato 4º con 104 punti, qualificandosi per la finale.
In finale la Romania si è esibita al 19º posto, tra Francia e Russia, ottenendo 162 punti e classificandosi al 3º posto.